# Les Juges intègres
Les Juges intègres (145 × 51 cm) est le panneau inférieur du retable de L'Adoration de l'agneau mystique, commencé par Hubert van Eyck et achevé par son frère cadet Jan van Eyck. Il est volé le 10 ou 11 avril 1934 et porté manquant depuis.

## Histoire
Faisant partie du retable de L'Adoration de l'agneau mystique, il était exposé dans la cathédrale Saint-Bavon de Gand en Belgique, jusqu'à ce qu'il soit volé dans la nuit du 10 avril 1934. L'évêque de Gand reçoit une demande de rançon d'un million de francs belges. Le 25 novembre 1934, Arsène Goedertier (Lede, 23 décembre 1876 – Termonde, 25 novembre 1934), agent de change à Wetteren et sacristain de l'église locale se désigne sur son lit de mort comme auteur du vol. Il précise qu'il est le seul à savoir où il avait caché le panneau, et emporte avec lui ce secret dans sa tombe. Bien que plusieurs personnes aient affirmé savoir où se trouvait le panneau, il n'a jamais été retrouvé et on pense généralement qu'il a été détruit. Le panneau a été remplacé en 1945 par une copie réalisée par l'artiste belge Jef Vanderveken.
L'affaire reste un mystère et, de ce fait, refait régulièrement surface dans l'actualité et donne encore lieu à de nombreuses hypothèses. De temps à autre de nouvelles informations, plus ou moins fiables, relancent les recherches ou ouvrent de nouvelles théories. Ainsi en juin 2015 l'historien et homme politique Paul De Ridder explique que le panneau serait toujours en possession d'une famille gantoise et se dit persuadé d'une résolution à court terme de l'affaire.
Le panneau volé figure en bonne place dans le roman d'Albert Camus, La Chute (1956).
Il est mentionné dans le roman Le complot Vatican de Steve Berry paru en 2022.

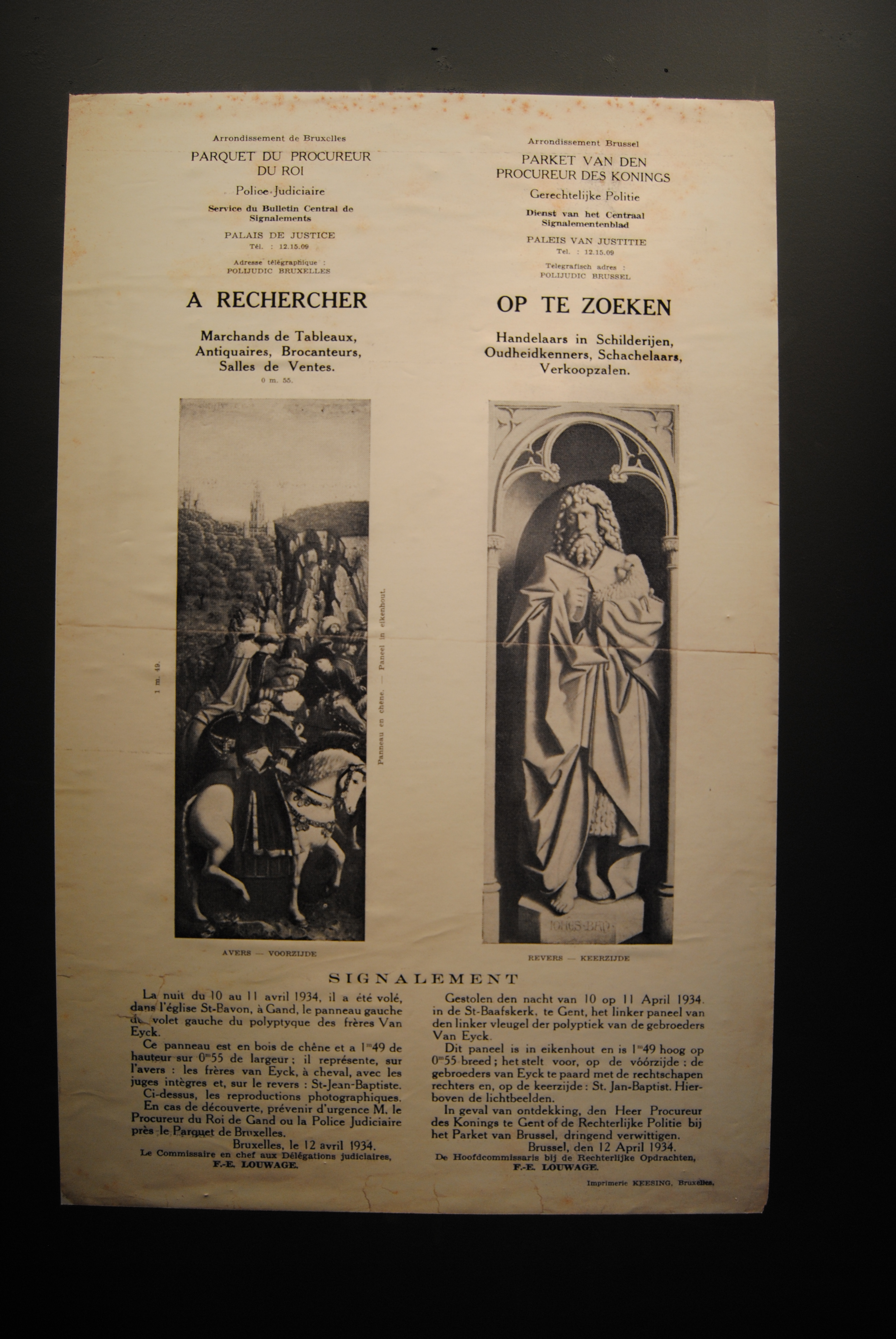
Signalement du Parquet du procureur du roi